# Norarman
Norarman je inhibitor monoamin oksidazu.